# Charidotis diabolica
Charidotis diabolica es un coleóptero de la familia Chrysomelidae.
Fue descrita científicamente en 2000 por Swietojanska & Borowiec.